# Die unseligen Könige
Die unseligen Könige ist ein historischer Romanzyklus, den Maurice Druon mit einer Gruppe von Mitarbeitern zwischen 1955 und 1977 geschrieben hat. Ausgangspunkt ist der legendäre Fluch, mit dem der letzte Großmeister der Templer, Jacques de Molay, unmittelbar vor seiner Verbrennung auf dem Scheiterhaufen im Jahr 1314 nach der Darstellung des Paolo Emilii aus Verona (1460–1529) in seiner von König Franz I. in Auftrag gegebenen Chronik De rebus gestis Francorum von 1517 den französischen König Philippe IV le Bel (Philipp IV. der Schöne), den Papst Clemens V., den Rechtsberater des Königs, Guillaume de Nogaret und die Nachkommen des Königs in dreizehn Generationen belegt haben soll. Siehe auch Jacques de Molay#Der Fluch: Fakten und Legende
Die Handlung spielt in der Zeit von 1314 bis 1356, es geht um Streitereien um die französische Thronfolge während der Herrschaft von Philipp IV. und Jean le Bon (Johann II. dem Guten). Die Rivalität führt, angeheizt durch dynastische Verbindungen, zu einem langen Krieg zwischen Frankreich und England. Ein zweiter Handlungsstrang dreht sich um die Rivalität zwischen Mahaut d’Artois und ihrem Neffen Robert d’Artois um die Herrschaft über die Provinz Artois im Norden von Frankreich. Zu guter Letzt geht es noch um die romantische Beziehung zwischen dem Bankier Guccio Baglioni und der Edelfrau Marie de Cressay.
Das Werk umfasst sieben Bände, die ersten sechs wurden von 1955 bis 1960 publiziert, der letzte 1977. Die Bücher wurden 1972 und 2005 fürs Fernsehen verfilmt.
Die Ereignisse spielen in einer Zeit, in der die Könige versuchen, einen Staat aufzubauen, der sich selbst trägt zum Nachteil der bestehenden Feudalordnung. Dabei haben die Adeligen oft ihren persönlichen Status gefestigt oder sogar verbessert. Les Rois maudits bietet auch Gelegenheit, Verbindungen zwischen den Zweigen der Nachkommen von Hugo Capet aufzuzeigen.

## Inhalt

### Historische Kulisse
Die Romane beginnen mit dem Ende des Templerordens. Es geht um die Nachfolger Philipps des IV. auf dem französischen Thron, insbesondere um die Schwierigkeiten seiner Nachfolger  Louis X le Hutin (Ludwig X. der Zänker), Jean Ier le Posthume (Johann I. der Nachgeborene), Philippe V le Long (Philipp V. der Lange), Charles IV le Bel (Karl IV. der Schöne) und der ersten Angehörigen des Hauses Valois mit ihrer Entourage, ihren Vasallen, Beratern und Financiers.